# Saint-Estèphe (Dordoña)
 Saint-Estèphe  (en occitano Sent Estefe) es una población y comuna francesa, situada en la región de Aquitania, departamento de Dordoña, en el distrito de Nontron y cantón de Nontron.

## Demografía
| 745 | 643 | 621 | 612 | 604 | 619 |
| Para los censos de 1962 a 1999 la población legal corresponde a la población sin duplicidades (Fuente: INSEE [Consultar]) |     |     |     |     |     |